# Ashford (North Devon)
Ashford – wieś w Anglii, w hrabstwie Devon, w dystrykcie North Devon. Leży 57 km na północny zachód od miasta Exeter i 281 km na zachód od Londynu.